# Aérodrome de Cessey
L’aérodrome de Cessey (code OACI : LFSY) est un aérodrome privé, situé sur les communes de Baigneux-les-Juifs et Jours-lès-Baigneux en Côte-d'Or (Bourgogne-Franche-Comté).

## Localisation
L'aérodrome de Cessey est situé au sud de la commune de Jours-les-Baigneux sur le hameau de Cessey au lieu-dit le Foribellon, à proximité du château de Cessey et de la Laignes. Il est accessible depuis Baigneux-les-Juifs par la RD 954.

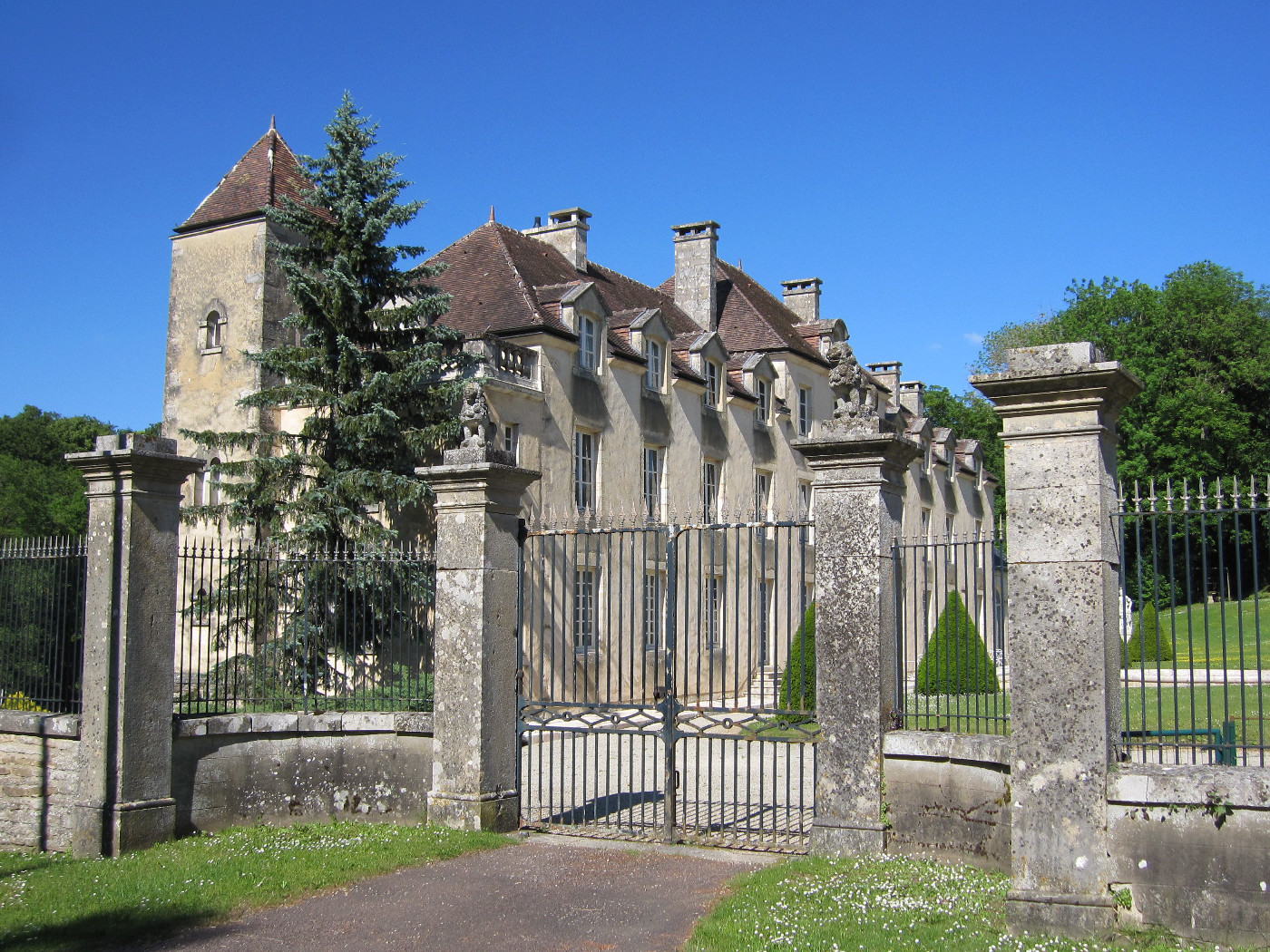
Château de Cessey.

## Installations
L’aérodrome dispose d’une piste en dur orientée est-ouest (07/25), longue de 1 400 m et large de 30.
Le code OACI LFSY était anciennement celui de l'aérodrome de Chaumont - La Vendue, fermé en 1995.
Il est ouvert aux ULM.